# Гло-ла-Ферр'єр
Гло-ла-Ферр'є́р, Ґло-ла-Ферр'єр (фр. Glos-la-Ferrière) — колишній муніципалітет у Франції, у регіоні Нормандія, департамент Орн. Населення — 565 осіб (2011).
Муніципалітет був розташований на відстані близько 130 км на захід від Парижа, 80 км на південний схід від Кана, 65 км на північний схід від Алансона.

## Історія
До 2015 року муніципалітет перебував у складі регіону Нижня Нормандія. Від 1 січня 2016 року належав до нового об'єднаного регіону Нормандія.
1 січня 2016 року Гло-ла-Ферр'єр, Ансен, Бокансе, Кувен, Ла-Ферте-Френель, Говіль, Еґон, Монне, Сен-Нікола-де-Летьє i Вілле-ан-Уш було об'єднано в новий муніципалітет Ла-Ферте-ан-Уш.

## Демографія
Динаміка населення (Insee ):
Розподіл населення за віком та статтю (2006):
| Стать | Всього | До 15 років | 15-24 | 25-44 | 45-64 | 65-85 | Понад 85 |
| --- | ------ | ----------- | ----- | ----- | ----- | ----- | -------- |
| Чоловіки | 305    | 93          | 16    | 104   | 32    | 56    | 4        |
| Жінки | 276    | 40          | 32    | 72    | 56    | 60    | 16       |
| \| Статево-вікова піраміда \| Статево-вікова піраміда \| Статево-вікова піраміда \| \| ----------------------- \| ----------------------- \| ----------------------- \| \| Чоловіки \| Вік \| Жінки \| \| 4 \| 85 + \| 16 \| \| 8 \| 80-84 \| 12 \| \| 12 \| 75-79 \| 8 \| \| 12 \| 70-74 \| 20 \| \| 24 \| 65-69 \| 20 \| \| 0 \| 60-64 \| 12 \| \| 8 \| 55-59 \| 8 \| \| 16 \| 50-54 \| 20 \| \| 8 \| 45-49 \| 16 \| \| 16 \| 40-44 \| 4 \| \| 28 \| 35-39 \| 24 \| \| 36 \| 30-34 \| 20 \| \| 24 \| 25-29 \| 24 \| \| 4 \| 20-24 \| 16 \| \| 12 \| 15-20 \| 16 \| \| 8 \| 10-14 \| 16 \| \| 28 \| 5-9 \| 12 \| \| 57 \| 0-4 \| 12 \| |        |             |       |       |       |       |          |
| Статево-вікова піраміда |        |             |       |       |       |       |          |
| Чоловіки | Вік    | Жінки       |       |       |       |       |          |
| 4 | 85 +   | 16          |       |       |       |       |          |
| 8 | 80-84  | 12          |       |       |       |       |          |
| 12 | 75-79  | 8           |       |       |       |       |          |
| 12 | 70-74  | 20          |       |       |       |       |          |
| 24 | 65-69  | 20          |       |       |       |       |          |
| 0 | 60-64  | 12          |       |       |       |       |          |
| 8 | 55-59  | 8           |       |       |       |       |          |
| 16 | 50-54  | 20          |       |       |       |       |          |
| 8 | 45-49  | 16          |       |       |       |       |          |
| 16 | 40-44  | 4           |       |       |       |       |          |
| 28 | 35-39  | 24          |       |       |       |       |          |
| 36 | 30-34  | 20          |       |       |       |       |          |
| 24 | 25-29  | 24          |       |       |       |       |          |
| 4 | 20-24  | 16          |       |       |       |       |          |
| 12 | 15-20  | 16          |       |       |       |       |          |
| 8 | 10-14  | 16          |       |       |       |       |          |
| 28 | 5-9    | 12          |       |       |       |       |          |
| 57 | 0-4    | 12          |       |       |       |       |          |

## Економіка
2010 року серед 316 осіб працездатного віку (15—64 років) 228 були активними, 88 — неактивними (показник активності 72,2%, у 1999 році було 66,8%). З 228 активних мешканців працювало 195 осіб (118 чоловіків та 77 жінок), безробітними було 33 (15 чоловіків та 18 жінок). Серед 88 неактивних 13 осіб було учнями чи студентами, 32 — пенсіонерами, 43 були неактивними з інших причин.

У 2010 році в муніципалітеті числилось 222 оподатковані домогосподарства, у яких проживали 540,0 особи, медіана доходів виносила 13 299 євро на одного особоспоживача